# Maisa Tsuno
Maisa Tsuno (津野 米咲, Tsuno Maisa) (2 de outubro de 1991 - 18 de outubro de 2020) foi uma guitarrista e compositora japonesa, conhecida por ter sido integrante da banda de j-rock Akai Ko-en. Também compôs músicas para outros grupos como Morning Musume e SMAP.

## Biografia
Nasceu em 2 de outubro de 1991. Formou a banda Akai Ko-en em 2010 com amigas do clube de música do colegial. Fazia parte de uma família de músicos, seu pai e avô são compositores e tinha dois irmãos mais velhos, que tocam violão e bateria.
Tsuno compôs a música Zettai-Tekina Kankei (絶対的な関係), tema do dorama "ロストデイズ (Lost Days)" da Fuji TV.
Em 15 de abril de 2020, o Akai Ko-en lançou o álbum "THE PARK", que alcançou a 13ª posição nas paradas da Oricon Albums Chart. A canção "Zettai Reido" foi usada como encerramento do anime Drifting Dragons.

### Morte
Em 18 de outubro de 2020 por volta das nove da manhã, Maisa Tsuno foi encontrada desacordada em sua casa em Suginami-ku, Tóquio. Foi levada ao hospital e confirmou-se sua morte aos 29 anos de idade. A polícia acredita que a causa da morte foi suicídio, devido a situação do local.

## Discografia

### Com Akai Ko-en

#### Álbuns
| Título                        | Título original    | Lançamento              | Posição na Oricon |
| ----------------------------- | ------------------ | ----------------------- | ----------------- |
| Toumei na no ka Kuro na no ka | 透明なのか黒なのか | 15 de fevereiro de 2012 | 89                |
| Laundry de Hyouhaku o         | ランドリーで漂白を | 14 de agosto de 2013    | 70                |
| Kōen debut                    | 公園デビュー       | 9 de maio de 2012       | 27                |
| Mouretsu Rhythmic             | 猛烈リトミック     | 24 de setembro de 2014  | 27                |
| Nesshou Summer                | 熱唱サマー         | 23 de agosto de 2017    | 15                |
| Sekihan                       | 赤飯               | 14 de fevereiro de 2018 | 23                |
| Kienai                        | 消えない           | 23 de outubro de 2019   | 26                |
| The Park                      | The Park           | 15 de abril de 2020     | 13                |